# 多林卡 (伊瓦尼奇區)
50°36′45″N 24°22′13″E / 50.61250°N 24.37028°E
多林卡（烏克蘭語：Долинка），是烏克蘭的村落，位於該國西部沃倫州，由沃洛德米爾區負責管轄，面積0.59平方公里，海拔高度211米，2020年人口200，人口密度每平方公里448.39人。